# Чаполоч південна
Чаполоч південна (Hierochloë australis) — вид рослин родини тонконогові (Poaceae), поширений у центральній Європі.

## Опис

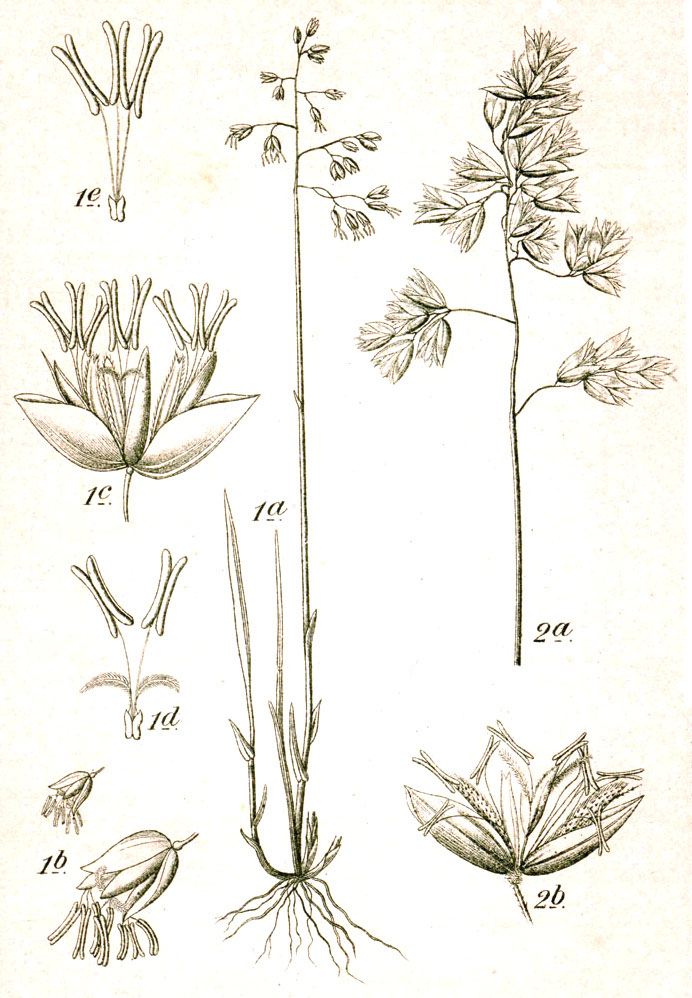

Багаторічна трав'яниста рослина, росте пучками. Кореневища короткі. Стебла довжиною 30–60 см. Лігула 1.5–4 мм завдовжки; тупа або гостра. Листові пластини ароматичні, шириною 2–7 мм; поверхні оголені або волосисті; поля шорсткі. Суцвіття — відкрита пірамідальна волоть, 3.5–7 см завдовжки; містить 20–35 родючих колосків. Колоски поодинокі. Родючі колоски мають стебельця. Пиляки 2 (двостатеві) або 3 (чоловічі); 1.3–2.6 мм завдовжки.

## Поширення
Поширений у центральній Європі (Австрія, Литва, Латвія, Естонія, Білорусь, Болгарія, Чехія, Словаччина, Фінляндія, Німеччина, Угорщина, Італія, Польща, Румунія, Молдова, Україна, Хорватія, Словенія, Македонія).